# Холмский, Даниил Васильевич
Князь Даниил (Данило) Васильевич Холмский — воевода во времена правления Василия III Ивановича и Ивана IV Васильевича Грозного.
Из княжеского рода Холмские. Единственный сын князя Василия Михайловича Холмского, упомянутого в дворянах и в августе 1514 году, оставленного в Москве для её охраны, во время второго государева похода к Смоленску,

## Биография

### Служба Василию III
В 1519 году первый воевода Большого полка на берегу Оки.
В 1520 году первый воевода в Кашире.
В 1521 году воевода Большого полка в Толстике.

#### Служба Ивану Грозному
В марте 1545 года первый воевода пятого Сторожевого полка в Казанском походе "нагорною стороною".
В марте 1546 года первый воевода передового полка в Туле по "крымским вестям".
В апреле 1549 года первый воевода пятнадцатого Сторожевого полка в шведском походе.
В сентябре 1551 года первый воевода семнадцатого Ертаульного полка в походе на Полоцк.
По родословной росписи показан бездетным.